# 新仓镇 (平湖市)
新仓镇是中华人民共和国浙江省嘉兴市平湖市下辖的一个镇。

## 行政区划
新仓镇下辖以下村级行政区划单位：
新仓社区、庆丰村、联盟村、双红村、中华村、杨盛村、杉青港村、芦湾村、新征村、战斗村、新星村、友联村、大进村、红光村、大利村、秦沙村和石路村。